# Muskegon
Muskegon é uma cidade localizada no estado americano de Michigan, no Condado de Muskegon.

## Demografia
Segundo o censo americano de 2000, a sua população era de 40.105 habitantes.
Em 2006, foi estimada uma população de 39.608, um decréscimo de 497 (-1.2%).

## Geografia
De acordo com o United States Census Bureau tem uma área de
46,7 km², dos quais 37,2 km² cobertos por terra e 9,5 km² cobertos por água.

## Localidades na vizinhança
O diagrama seguinte representa as localidades num raio de 12 km ao redor de Muskegon.